# Myrcia robusta
Myrcia robusta är en myrtenväxtart som beskrevs av Marcos Sobral. Myrcia robusta ingår i släktet Myrcia och familjen myrtenväxter. Inga underarter finns listade i Catalogue of Life.